# Couvent Steinhaus

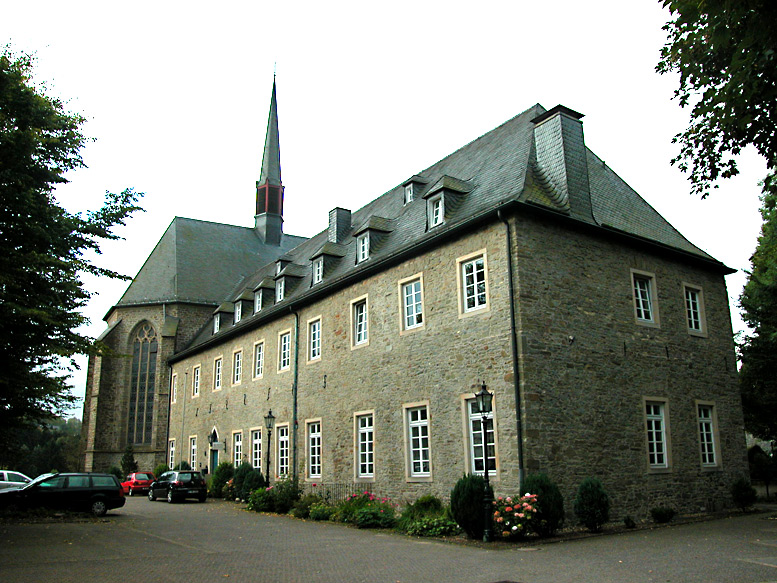
Vue du couvent et de l'église conventuelle.

Le couvent Steinhaus (littéralement "maison de pierre") est un couvent de l'ordre des Chanoines réguliers de la Sainte-Croix situé à Beyenburg, village appartenant à la municipalité de Wuppertal en Allemagne.

## Historique

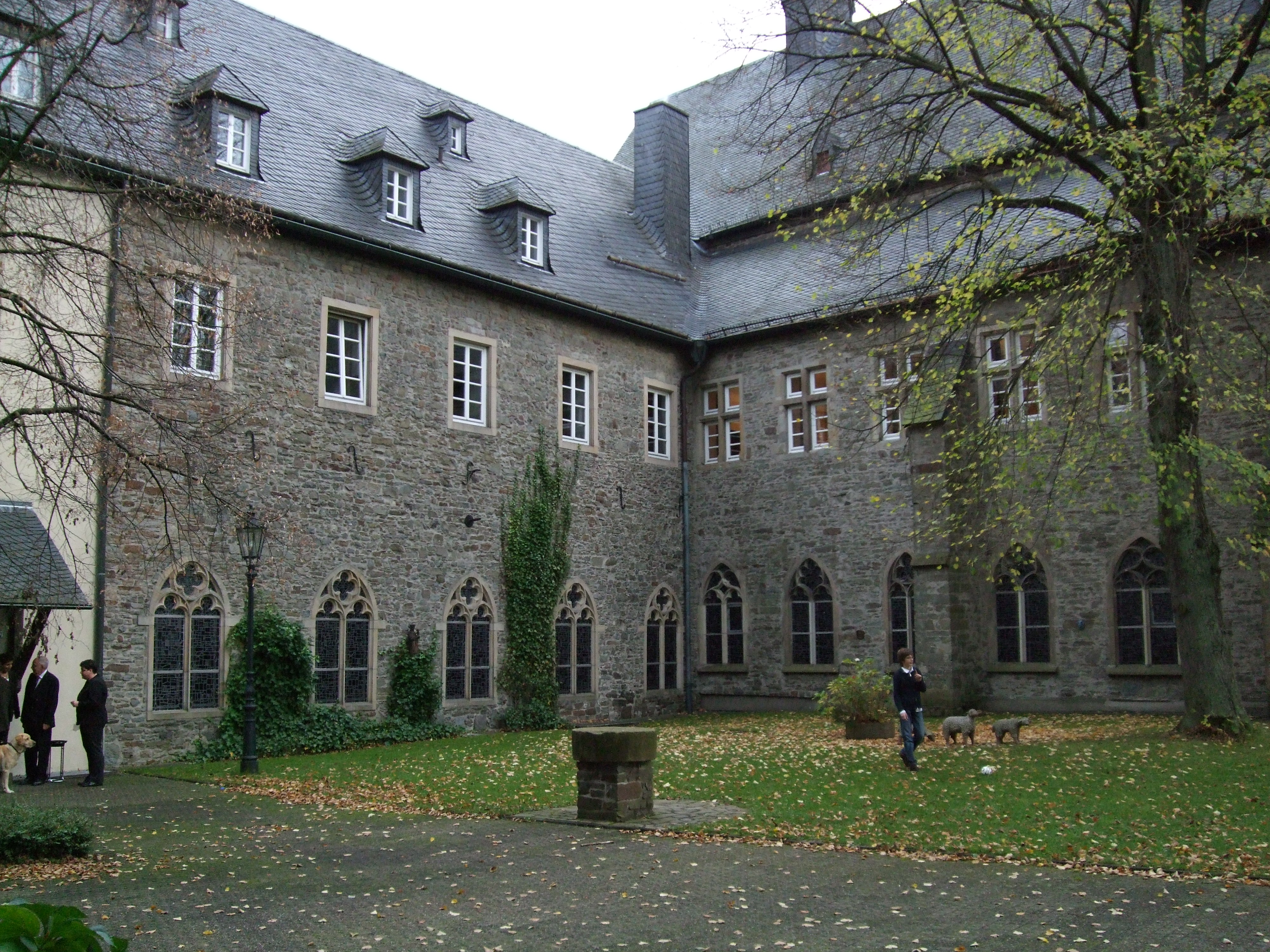
Cour du couvent.

Le comte Adolphe V de Berg appelle en 1296 les chanoines réguliers de la Sainte-Croix (appelés également « croisiers ») à s'installer dans un de ses manoirs (Steinhaus) qu'il leur offre ainsi que la chapelle (détruite en 1811). Le frère du comte Adolphe et successeur, Conrad Ier de Berg, confirme en 1298 cette donation qui devient alors effective. Les chanoines construisent un couvent au-dessus du village qui se trouve sur la route Cologne-Dortmund, fréquentée par les marchands et les pèlerins. En 1303-1304, les comtes font don aux chanoines des terres de Beyenberg dans le voisinage où un petit château fort est érigé en 1336, le château de Beyenburg.
L'église Sainte-Marie-Madeleine, de style gothique tardif, est bâtie comme église conventuelle en 1485. Cette église à une nef est richement décorée à l'intérieur à l'époque baroque. Les chanoines s'occupent de l'instruction des enfants des villages environnants, du soin des malades et des pauvres. Ils mènent également une vie communautaire de prière et desservent la paroisse. Cependant le recès d'Empire de 1804 démantèle les ordres et les congrégations religieuses en Allemagne. Les biens des chanoines sont sécularisés et les croisiers expulsés. Leur bibliothèque est incendiée, le couvent saccagé. Par la suite une partie des bâtiments est détruite.
Les croisiers ont la possibilité d'acquérir leur ancien couvent en 1964 et s'y installent de nouveau. C'est aujourd'hui le seul couvent des chanoines réguliers de la Sainte-Croix en Allemagne, tous les autres ayant fermé entre les années 1980 et l'année 2005. Sept chanoines y vivent en 2011. Leurs quelques autres confrères allemands vivent dans des petits appartements en ville.
Cet ordre vieux de huit siècles  est en train de disparaître en Europe, mais se maintient aux États-Unis et au Brésil, et se développe au Congo et en Indonésie.

## Illustrations

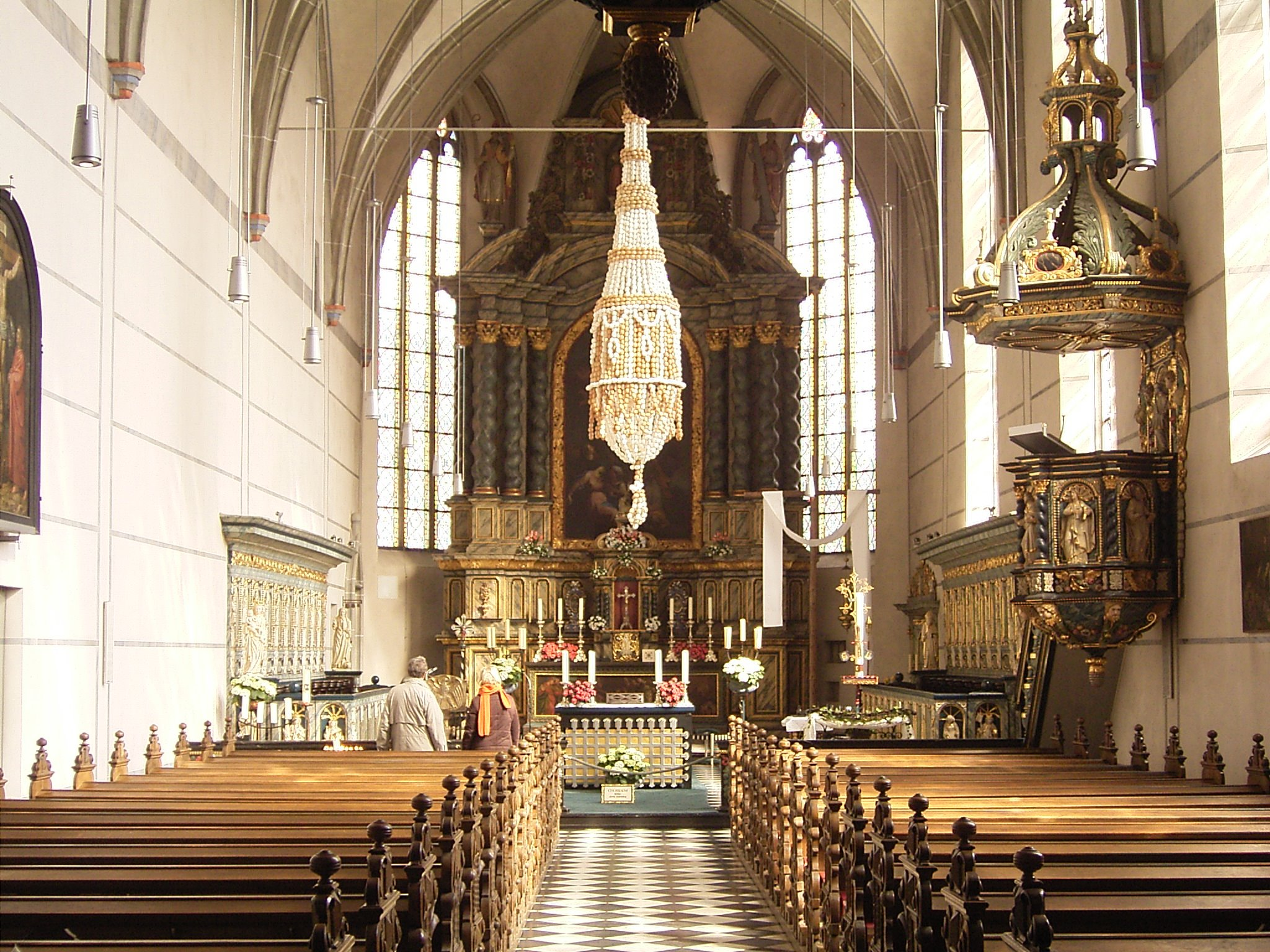
Intérieur de l'église conventuelle.
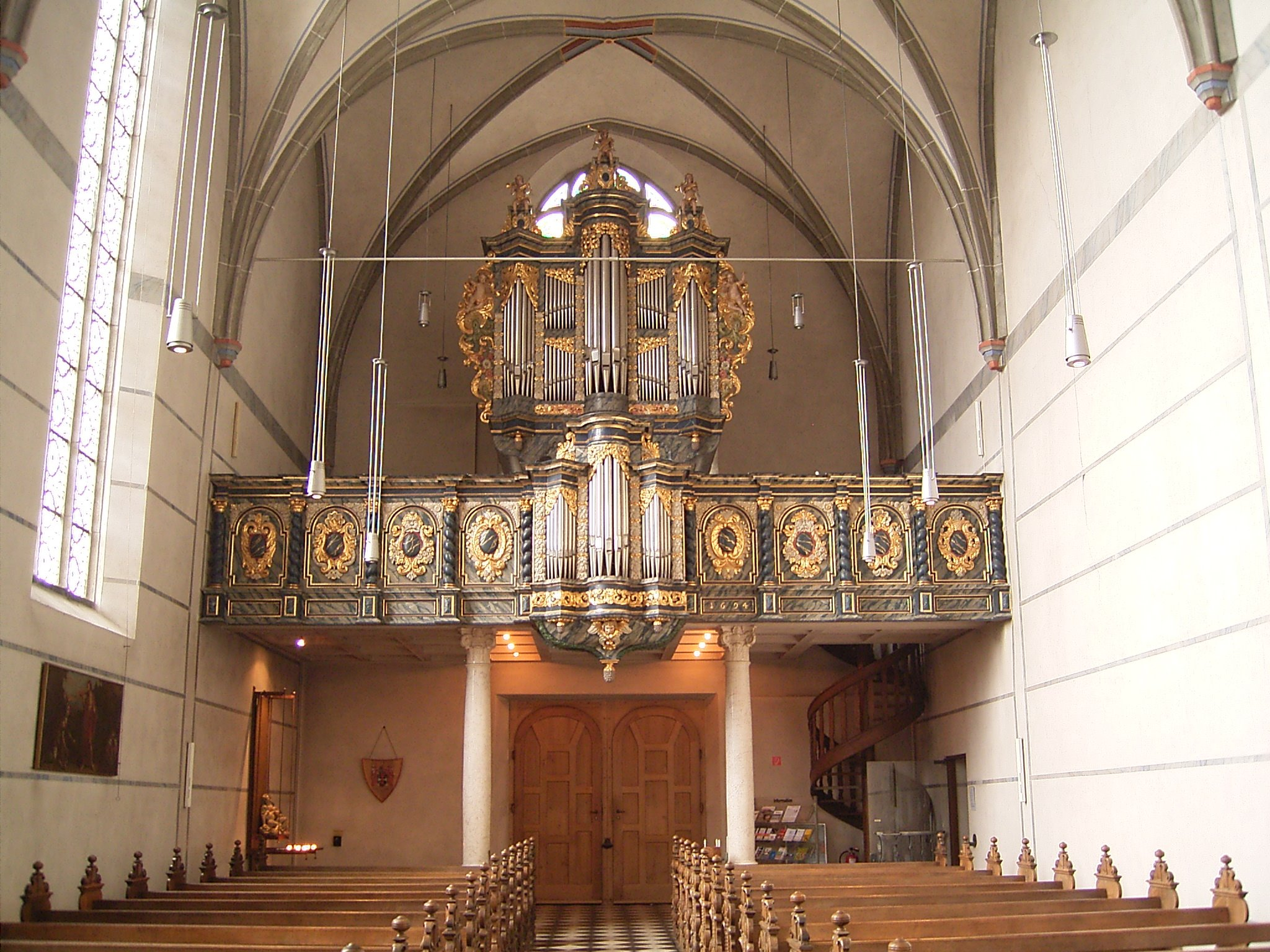
Orgue de l'église conventuelle.
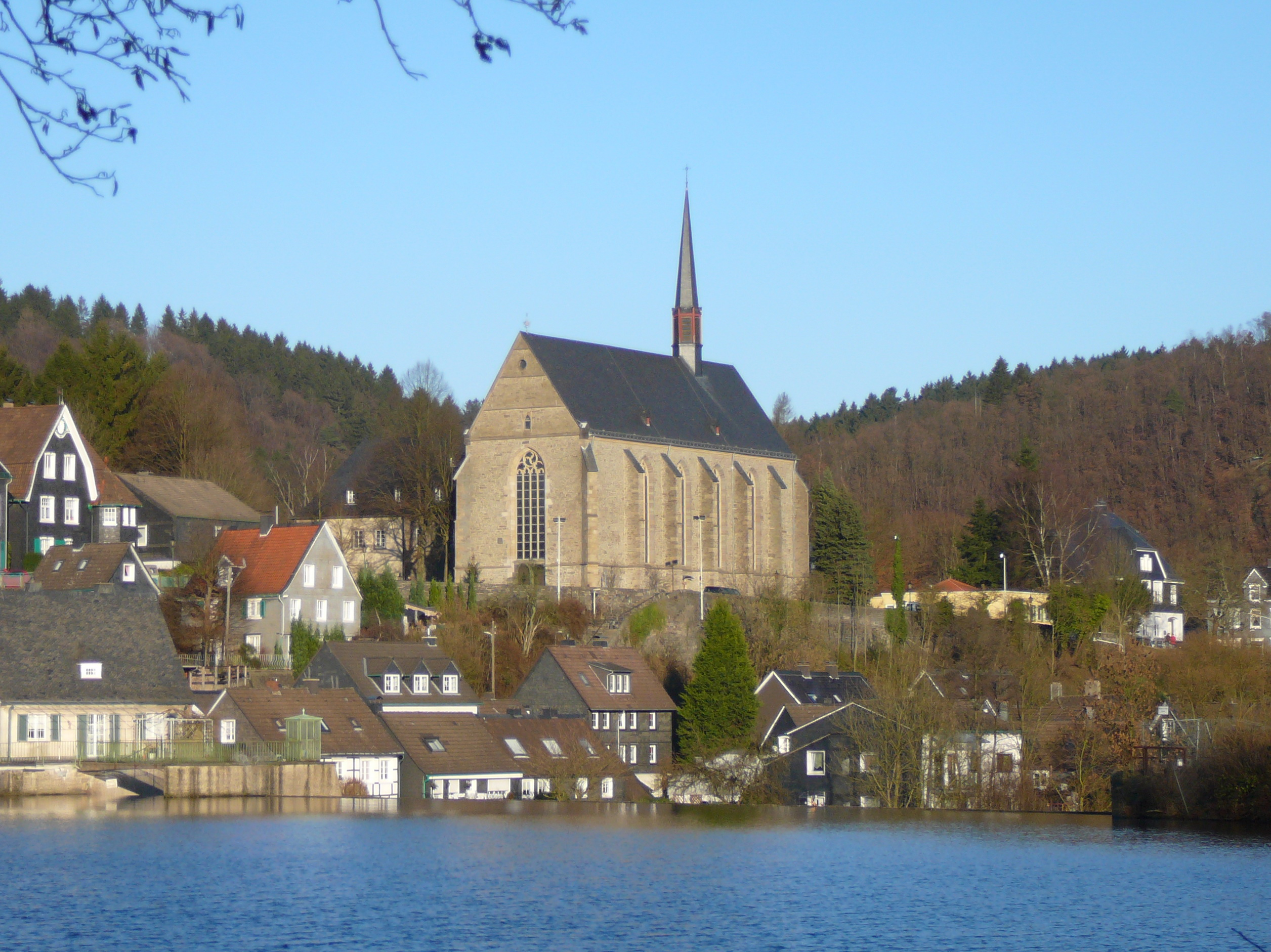
Vue de l'église conventuelle.
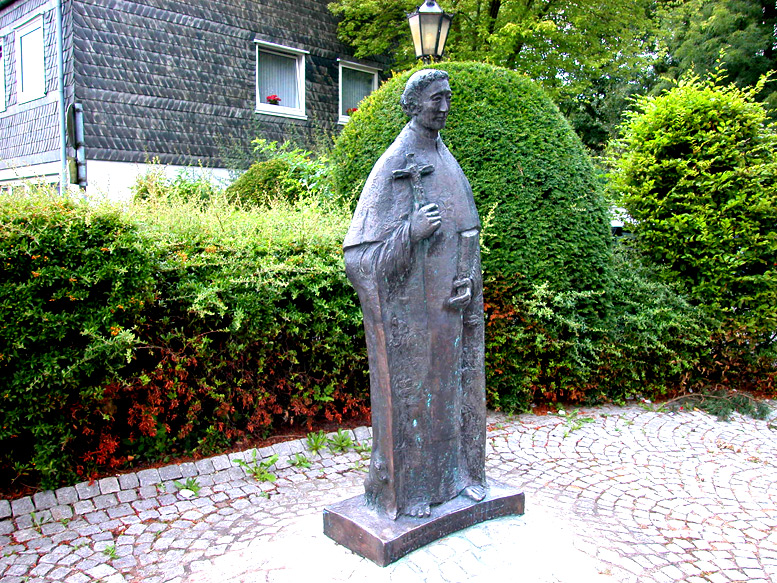
Statue du bienheureux Théodore de Celles.
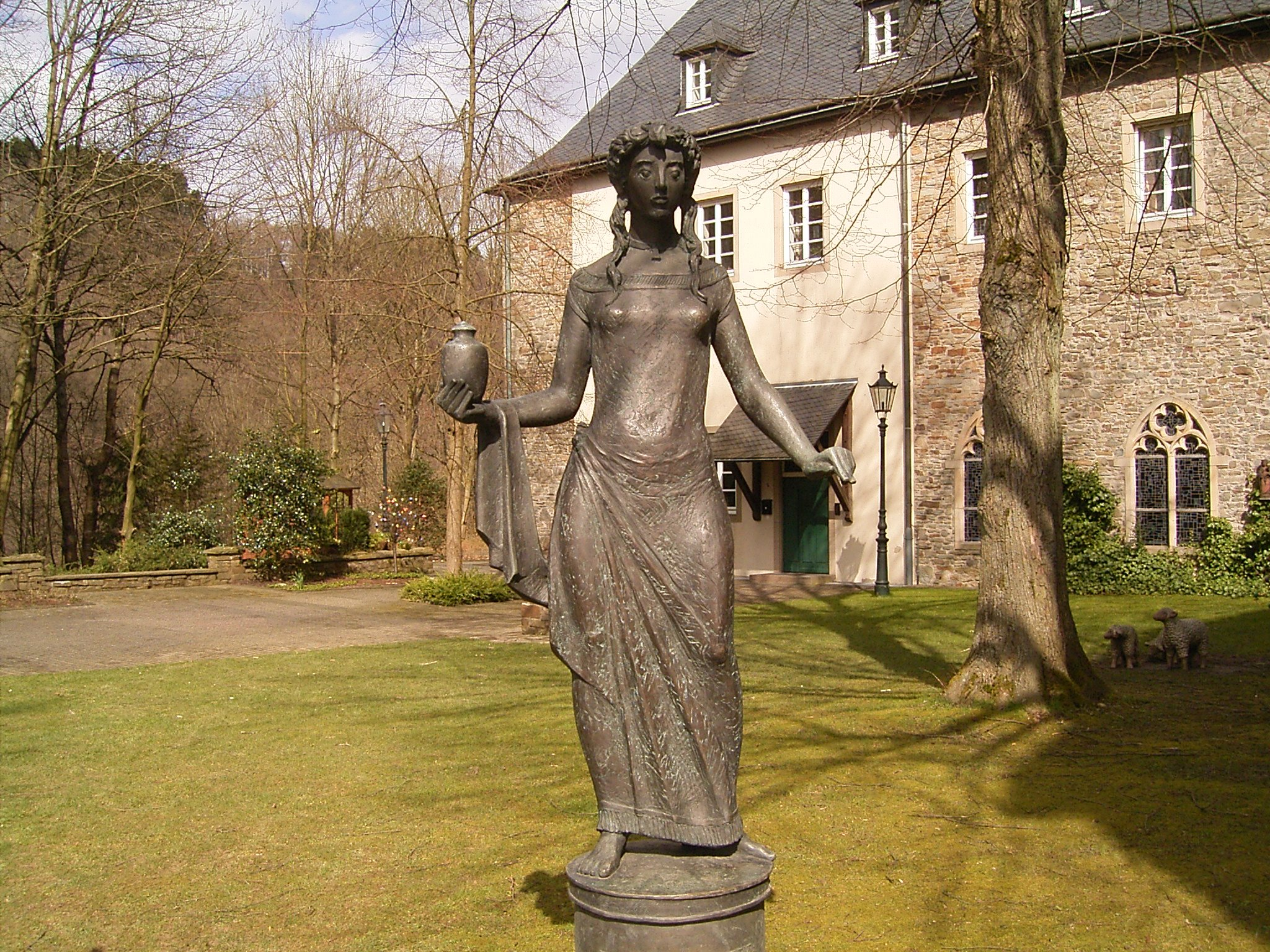
Statue de Marie-Madeleine.
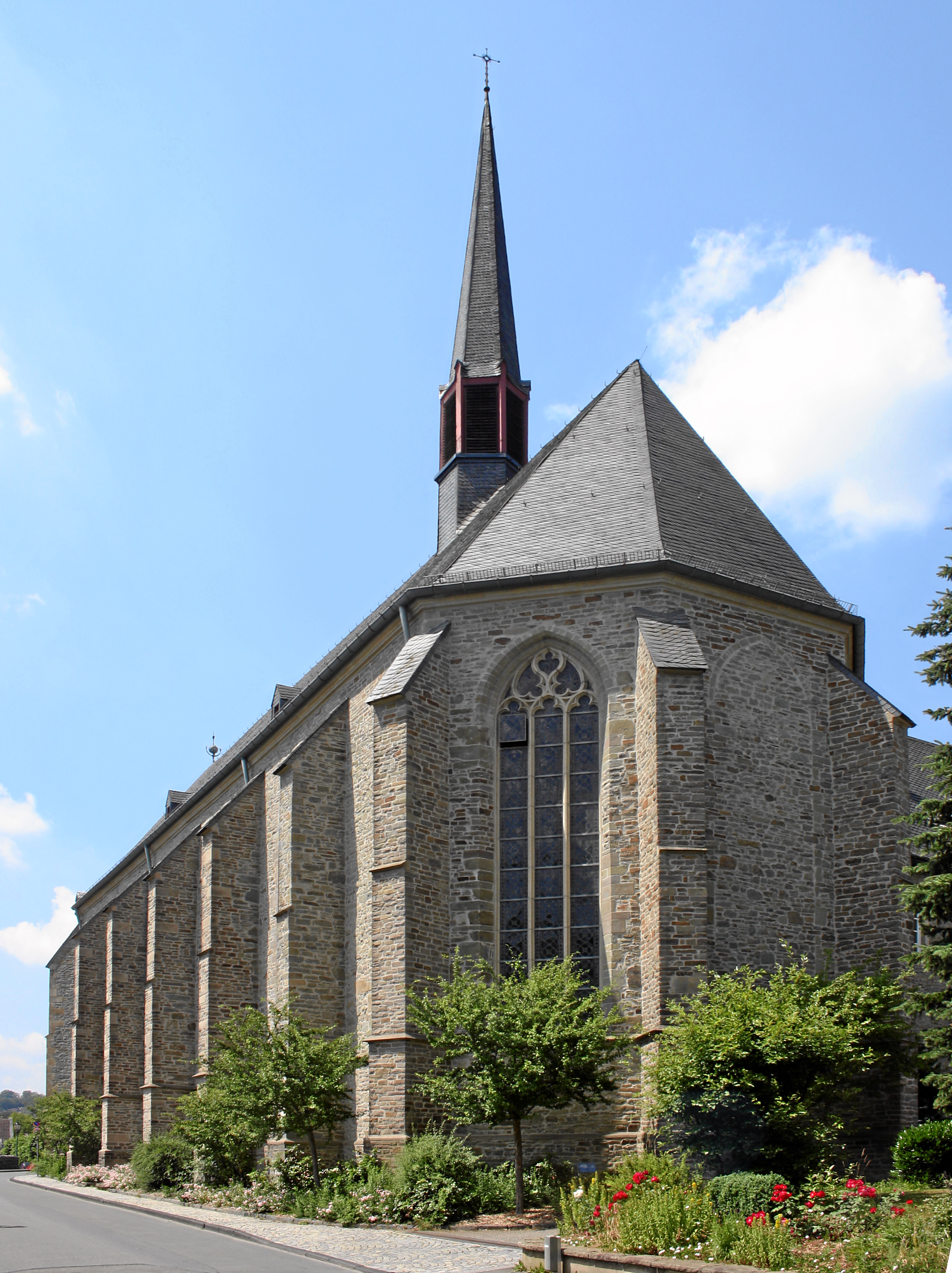
Vue de l'église du côté est.

## Source
- (de) Cet article est partiellement ou en totalité issu de l’article de Wikipédia en allemand intitulé « Kloster Steinhaus » (voir la liste des auteurs).

### Articles liés
- Chanoines réguliers de la Sainte-Croix
- Théodore de Celles
- Couvent Sainte-Agathe